# 長沢村 (愛知県)
長沢村（ながさわむら）は、愛知県宝飯郡にかつて存在した村。
現在の豊川市北西部（長沢町）、音羽川の源流に位置する。

## 歴史
- 長沢松平家の本拠地。
- 江戸時代、この地域は天領であった。
- 明治初期に長沢村が成立。
- 1889年（明治22年）10月1日 - 町村制施行に伴い、安八郡長沢村となる。
- 1955年（昭和30年）4月1日 - 長沢村、赤坂町、萩村が合併し、音羽町となる。

## 学校
- 長沢村立長沢小学校（現・豊川市立長沢小学校）
- 組合立音羽中学校（現・豊川市立音羽中学校）

## 交通
- 名鉄名古屋本線 名電長沢駅